# Wikariat apostolski Hosanna
Wikariat apostolski Hosanna – jednostka podziału administracyjnego Kościoła katolickiego w Etiopii. Powstała w 1940 jako prefektura apostolska. Zlikwidowana w 1977. Reaktywowana jako wikariat apostolski w 2010.